# Konstantin Jurjewitsch Chabenski

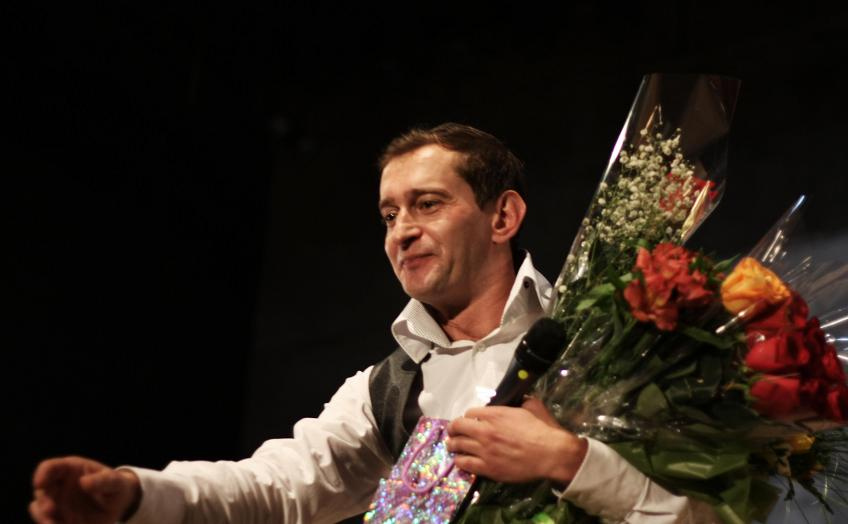
Konstantin Jurjewitsch Chabenski (2010)

Konstantin Jurjewitsch Chabenski oder auch Khabensky (russisch Константин Юрьевич Хабенский; * 11. Januar 1972 in Leningrad, Sowjetunion) ist ein russischer Entertainer und Schauspieler.

## Leben und Werk
Chabenski wurde am 11. Januar 1972 im damaligen Leningrad (Sankt Petersburg) in der Sowjetunion geboren. Er studierte als junger Mann zunächst Luftfahrttechnik, beschloss aber, dass dies kein Beruf für ihn sei. In der nächsten Zeit hatte er viele unterschiedliche Berufe, darunter auch als Straßenmusikant, bis er 1990 eine Schauspielausbildung begann.
Nachdem er Erfahrungen auf zahlreichen Theaterbühnen gesammelt hatte, ergatterte er Mitte der 90er Jahre erste Filmrollen. In Russland wurde er als Entertainer und Showmoderator, unter anderem bei den MTV Russian Music Awards 2004, populär. Erst 2004 wurde er durch die Hauptrolle im Fantasy-Epos Wächter der Nacht – Nochnoi Dozor und dessen Fortsetzung Wächter des Tages – Dnevnoi Dozor auch international bekannt. In der russischen Version des Animationsfilms Madagascar sprach er den Löwen Alex.
Im Jahr 2001 heiratete er seine Frau Anastasia, mit der er einen Sohn (* 2007) hat. Kurze Zeit später wurde bei seiner Frau ein Hirntumor diagnostiziert. Am 3. Dezember 2008 starb Anastasia in einem Krankenhaus in Los Angeles.
Zum zweiten Mal heiratete Chabenski im Sommer 2013 die Schauspielerin Olga Alexandrowna Litwinowa. Am 3. Juni 2016 wurde das erste gemeinsame Kind der Eheleute, Tochter Alexandra, geboren. Im Februar 2019 wurde die zweite Tochter geboren.
Chabenski erhielt 2019 Staatspreis der Russischen Föderation „für herausragende Leistungen im Bereich der karitativen Aktivitäten“.

## Filmografie
- 1994: Na kogo Bog Poshlot
- 1997: Natasha
- 1998: Khrustalyov, mashinu!
- 1999: Woman’s Property
- 1999: Poklonik
- 1999–2005: Uboinoja Sila

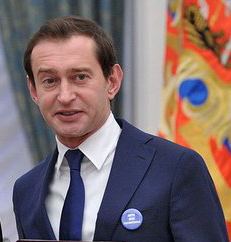
Konstantin Chabenski (2012)

- 2000: Agent Nazionalnoi Besopasnosti
- 2000: Dom Dlja Bagatich
- 2000: Imperia pod Udarom
- 2000: Skas pro Fedota-Strel’za
- 2001: Mekhanicheskaya syuita – The Mechanical Suite
- 2002: V dvizhenii
- 2003: Osobennosti natsionalnoy politiki
- 2003: Linija Sud’bi
- 2004: Svoi – Wir
- 2004: Delo o Mertwich Dushei
- 2004: Wächter der Nacht – Nochnoi Dozor
- 2004: Buchta Filippa
- 2004: Boginya: The Goddess
- 2005: Wächter des Tages – Dnevnoi Dozor
- 2005: Esenin
- 2005: Bednye rodstvenniki
- 2005: Gibel’ Imperii
- 2005: Statski sovetnik
- 2005: Madagascar
- 2006: Swjas
- 2006: Chas pik
- 2007: Russkij Treugolnik
- 2007: Ironie des Schicksals. Die Fortsetzung
- 2008: Wanted
- 2008: Admiral (Адмиралъ)
- 2008: Domowoi
- 2008: Madagascar 2
- 2009: 9
- 2009: Tshudo
- 2011: Dame, König, As, Spion (Tinker, Tailor, Soldier, Spy)
- 2011: Lucky Trouble – Der Trainer will heiraten (Выкрутасы)
- 2013: Der Geograf, der den Globus austrank (Географ глобус пропил)
- 2015: Metod
- 2014: Black Sea
- 2016: Maikäfer flieg
- 2017: Die Zeit der Ersten (Время первых)
- 2018: Sobibor
- 2020: Metod 2
- 2021: Major Grom: Der Pestdoktor